# 吉姆·希姆斯
吉姆·希姆斯（英語：Jim Himes；1966年7月5日—）是美国的一位商人和政治人物。自2009年開始，他是康涅狄格州第4選舉區選出的聯邦眾議員。他的黨籍是民主黨。希姆斯畢業於哈佛大学。